# Nemzetközi nőnap

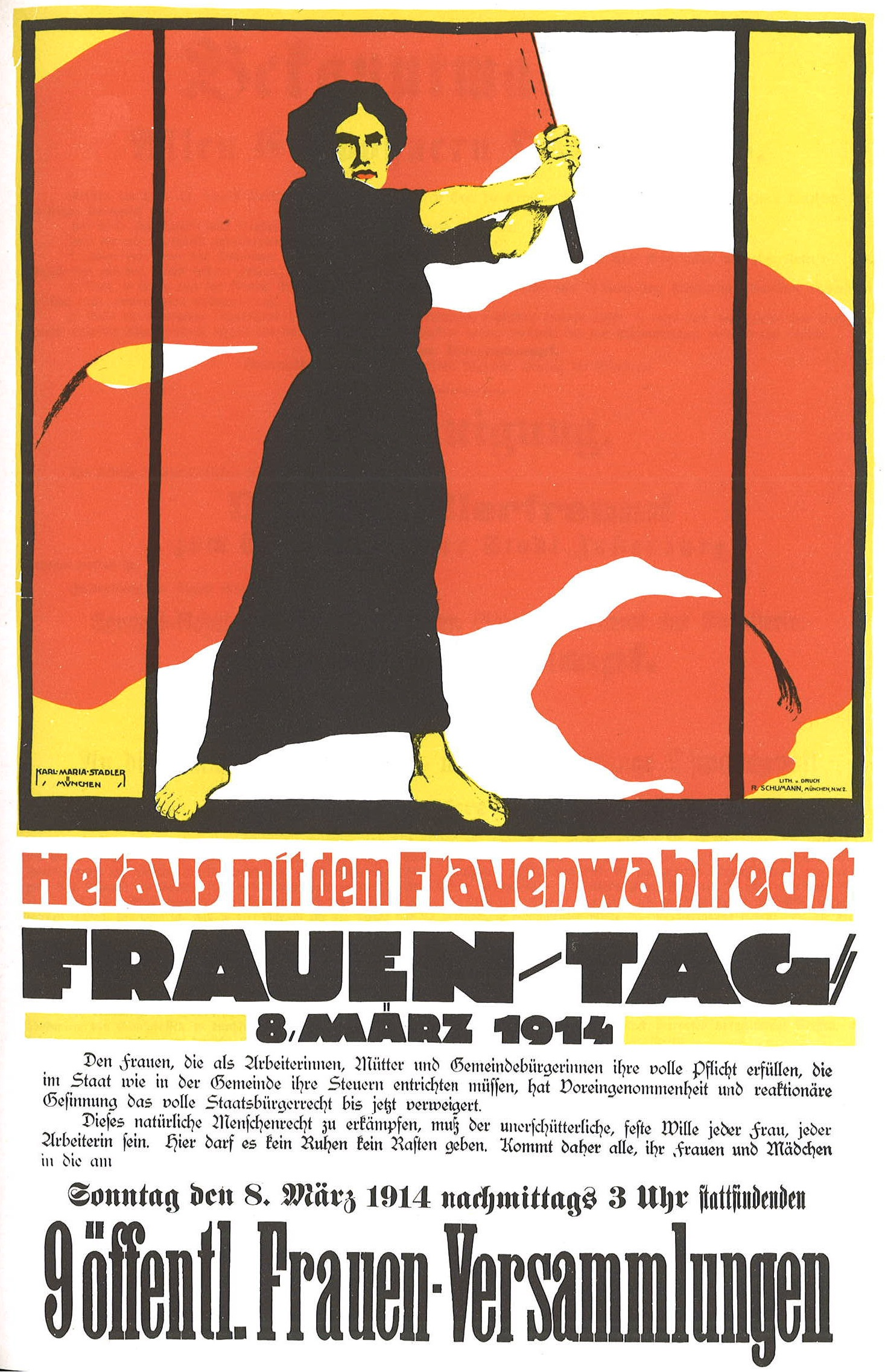
1914-es német plakát

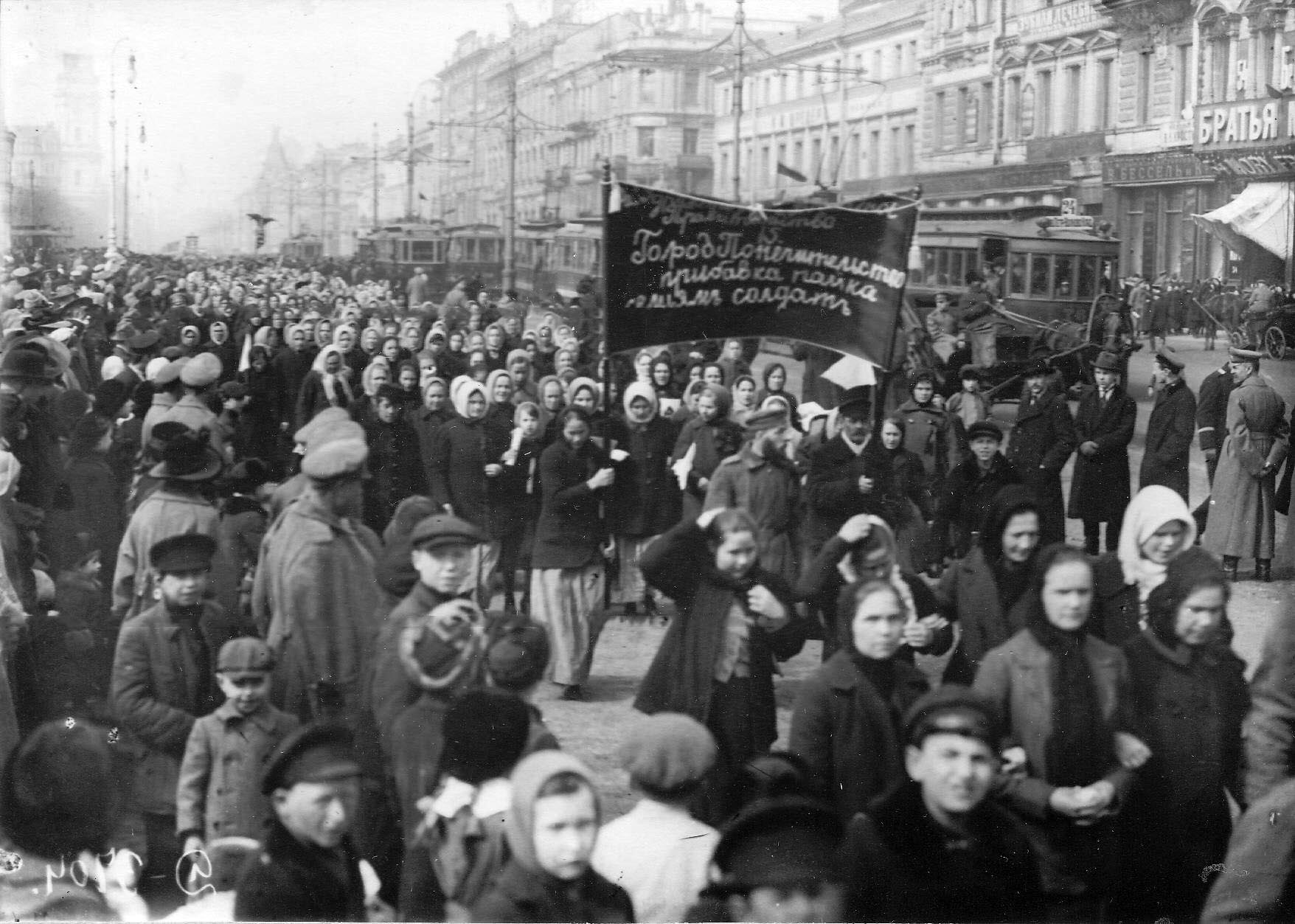
Nők tüntetése kenyérért és békéért, nőnapi tüntetés Petrográdban, 1917. március 8-án

A nemzetközi nőnap a női egyenjogúság és a nők emberi jogainak napja. Szocialista szervezetek kezdeményezésére hozták létre az első világháború előtti időszakban. Olyan témákra helyezi a hangsúlyt, mint a nemek közötti egyenlőség, a szabadságjogok, valamint a nők elleni erőszak és visszaélés.
A legkorábbi nőnap az Amerikai Szocialista Párt által New Yorkban, 1909. február 28-án szervezett nők napja volt. Az 1917-es orosz forradalom után a bolsevikok március 8-án kezdték megünnepelni és Lenin 1922-ben a nők az orosz forradalomban betöltött szerepe tiszteletére is ezt a napot nyilvánította nőnappá. A szovjet uralmat követően a keleti blokk országaiban és
Magyarországon (1948 óta) ezen dátumon tartják. 
Az ünnep az ENSZ 1977-ben történt javaslatát követően vált globális ünneppé, amikor felkérte a bolygó összes országát, hogy ünnepeljék meg a nők jogainak védelmét. Egyike az ENSZ által elismert vagy bevezetett több mint százhatvan  nemzetközi napnak . 
Eredetileg munkásmozgalmi és feminista eredetű, harcos, a nők egyenjogúságával és szabad munkavállalásával kapcsolatos demonstratív nap volt: 1857-ben New Yorkban negyvenezer textil- és konfekcióipari munkásnő lépett sztrájkba a béregyenlőségért és a munkaidő csökkentésért. 
Manapság  a különféle civil szervezetek ezen a napon világszerte, a nők elleni erőszak, a nőket érő családon belüli erőszak, a munkahelyi szexuális zaklatás, a prostitúció és az egyéb, a nők ellen elkövetett erőszak formái elleni tiltakozásuknak is hangot adnak.

## Története
A nemzetközi nőnap létrehozói szerint az egyszerű, de mégis történelmet alakító nők napja, ami a nők évszázados küzdelmét eleveníti fel, melyet az egyenlő jogokért és lehetőségekért vívtak.
Az első március 8-hoz kötődő esemény 1857-ben történt, amikor március 8-án emberibb munkafeltételeket és magasabb fizetést követelő textilipari nődolgozók tüntettek New York utcáin.

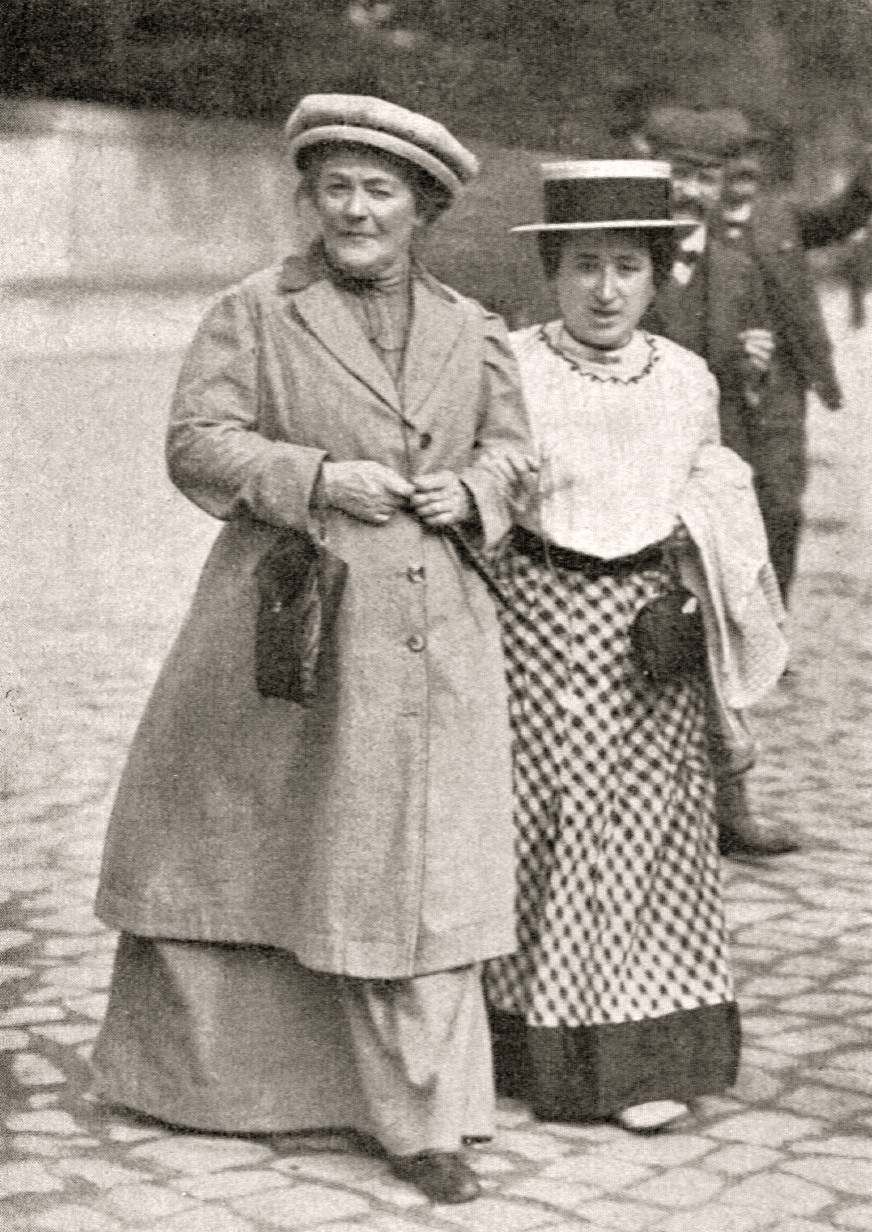
Clara Zetkin és Rosa Luxemburg nőjogi harcos (1910)

A nemzetközi munkásmozgalom fejlődésével a nők emancipációjának kérdése is egyre inkább előtérbe került: 1866. szeptember 3. és 8. között az I. Internacionálé (hivatalosan: Nemzetközi Munkásszövetség) első kongresszusán határozatot fogadtak el a nők hivatásszerű munkavégzéséről. Ez a határozat annak az évezredes sztereotípiának kívánt véget vetni, mely szerint a nők helye kizárólag otthon van. 
Az 1889. július 14-én kezdődő II. Internacionálé alakuló közgyűlésén Clara Zetkin beszédében hirdette a nők jogát a munkához, az anyák és gyerekek védelmét és a nők széles körű részvételét az országos és nemzetközi eseményekben.
1909-ben az Egyesült Államokban tartották meg az első nemzeti nőnapot, február utolsó vasárnapjára, 28-ára igazítva.
1910. február 28-án a The New York Times megjelentet egy cikket „A szocialisták ünneplik a nőnapot” címmel, amely arról számolt be, hogy országszerte szocialista gyűlések zajlottak a nők választójogáért.
A II. Internacionálé VIII. kongresszusán 1910. augusztus 28. és szeptember 3. között határoztak arról, hogy a nők választójogának kivívása érdekében nemzetközileg is nőnapot tartanak. A határozatot a kongresszus elfogadta, de a megemlékezés pontos dátumáról nem született döntés. 
1911. március 19-én Ausztriában, Dániában, Németországban és Svájcban tartották meg a világon először a nemzetközi nőnapot.
1911 és 1915 között továbbra is több országban megünnepelték a "nemzetközi nőnapokat" vagy a "dolgozó nők napját", nevezetesen Németországban, Ausztriában, Franciaországban és Oroszországban.
1917. március 8-án (a juliánus naptár szerint február 23-án, azaz: február utolsó vasárnapján) Oroszországban nők tüntettek kenyérért és békéért.
Négy nappal később – nem közvetlenül ennek a tüntetésnek a hatására – II. Miklós cár lemondott, s polgári kormány alakult, mely szavazójogot biztosított a nőknek. A bolsevikok az orosz forradalom első napjának jelölték meg, így véglegessé vált a nőnap dátuma is.
A Nemzetközi Nőnap dátumát 1921-ben a Kommunista Nők II. Nemzetközi Konferenciáján március 8-ra tűzték ki. Szovjet-Oroszország volt az első ország, amely 1921-ben hivatalossá tette.
A Szovjetunió Legfelsőbb Tanácsa Elnökségének 1965. május 8-i rendelete értelmében a nemzetközi nőnap nemcsak ünnep, hanem munkaszüneti nap is lett.

### Magyarországon

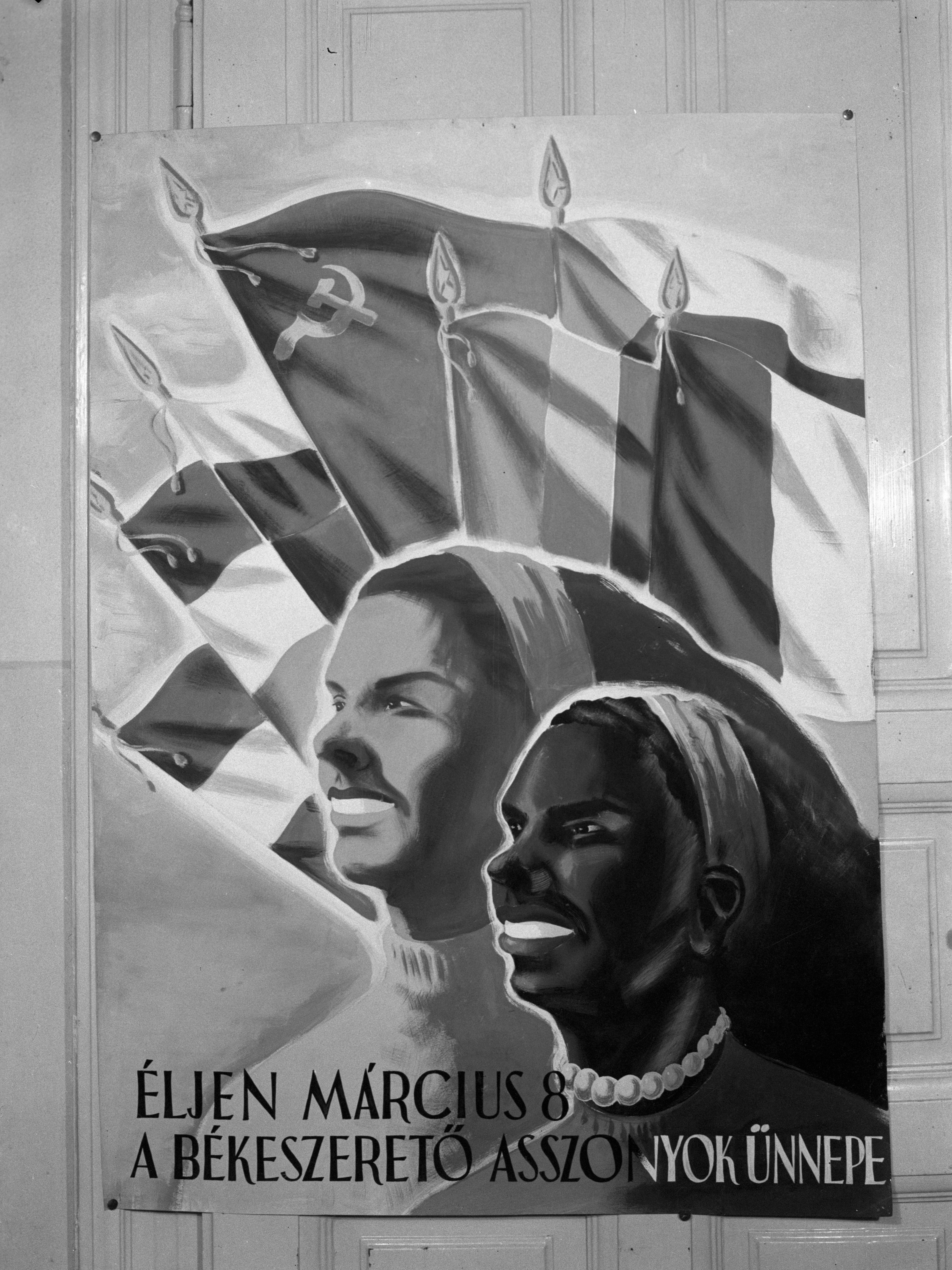
Plakát 1950-ből

Magyarországon hagyományosan március 25-én, Gyümölcsoltó Boldogasszony napján tartották meg a keresztény nőnapot, megemlékezve Jézus fogantatásáról és születésének híréről. Ez egyben az anyaság napja is volt ezért. 
A nemzetközi nőnapi felhíváshoz először 1913-ban csatlakoztak magyarok, amikor az Országos Nőszervező Bizottság röplapokat osztott. A következő évben, 1914-ben már országszerte rendezvényeket szerveztek. 
1945 után a keleti blokk országaiban is kezdték hivatalosan ünnepelni a nőnapot.
A Rákosi-korszakban a nőnap ünneplése kötelezővé vált, és az eredetileg különböző időpontokban rendezett nőnapot 1948-tól szovjet mintára március 8-án tartották meg.
A rendszerváltást követően a nőnap Magyarországon is veszített eredeti munkásmozgalmi hangulatából, azonban ezzel párhuzamosan nőtt az ünnep kereskedelmi jelentősége.

### ENSZ
Az Egyesült Nemzetek Szervezete 1975-ben kezdte megünnepelni a Nemzetközi Nőnapot, amely évet a Nemzetközi Nőévnek nyilvánítottak. 1977-ben az Egyesült Nemzetek Közgyűlése felkérte a tagállamokat, hogy „történelmi és nemzeti hagyományaikkal és szokásaikkal összhangban az év bármely napját a Nők Jogainak és a Nemzetközi Béke ENSZ-napjává nyilvánítsák”.
A legtöbb országhoz hasonlóan az ENSZ március 8-át a Nemzetközi Nőnap napjaként ismeri el. A világ jelentős része évente megemlékezik róla.